# 斯特里戈伊
斯特里戈伊（Strigoi），又譯死催戈，源自於羅馬尼亞，其意為凶兆預言者。
斯特里戈伊是依靠重生才能成為吸血鬼的人，大部分的斯特里戈伊，外表是深紅色頭髮和靛藍色眼睛、有兩顆心臟。他們擅長迷惑人類，會在夜間釋放出自己靈魂，與女巫或其他斯特里戈伊聚合，屆時吹響號角來鼓舞他們吸取人和動物的鮮血。
在羅馬尼亞的民間傳說，人死後會變成兩種邪靈，一種是莫羅伊，另一種就是斯特里戈伊；人們會遵循傳說中對付斯特里戈伊的儀式。
是否變成斯特里戈伊關鍵是在前40天，在這段期間屍體可能成為斯特里戈伊，白天只能困在墳墓內，到晚上才能到外面活動，但還沒有具體形態，必須靠活人的鮮血維生。40天后死斯特里戈伊可能轉化成活死人，這時候白天也能攻擊活人。

## 延伸阅读
- Perkowski, Jan Lois. . Dundes, Alan  (编). . Madison: University of Wisconsin Press. 1998: 46. ISBN 978-0-299-15924-5. citing Cantemir, Dimitrie. . . 1714 （拉丁语）.
- Guiley, Rosemary Ellen. . . New York: Facts on File. 2004: 268–270. ISBN 978-0-8160-4684-3.

## 外部連結
- （页面存档备份，存于） Across the Forest, a documentary that interviews Transylvanian villagers about their experiences with strigoi, pricolici, and mama padurii.
- （罗马尼亚文） Julia Maria Cristea, "Noaptea Strigoilor—Noaptea Sfântului Andrei" （页面存档备份，存于） (Strigois' Night—St. Andrew's Night), Revista Agero
- The characteristics of the Strigoi, at How Stuff Works. （页面存档备份，存于）